# De 3 biggetjes
De 3 biggetjes is de eerste single van het album Oya lélé van de meidengroep K3. De single kwam uit op 15 maart 2003.
De single komt uit de musical De 3 Biggetjes waar de meisjes de hoofdrol in speelden als drie varkentjes. De hoogste positie in Nederland in de Single Top 100 was plaats nummer 4 en het nummer stond 16 weken in de Single Top 100. De hoogste positie in België in de Ultratop 50 was plaats nummer 5 en hij stond 15 weken in de Ultratop 50.

## Tracklist
1. De 3 biggetjes (3:22)
2. De 3 biggetjes (instrumentaal) (3:22)

## Hitnotering

### Nederlandse Top 40
| Hitnotering: week 15 t/m 21 in 2003 | Hitnotering: week 15 t/m 21 in 2003 | Hitnotering: week 15 t/m 21 in 2003 | Hitnotering: week 15 t/m 21 in 2003 | Hitnotering: week 15 t/m 21 in 2003 | Hitnotering: week 15 t/m 21 in 2003 | Hitnotering: week 15 t/m 21 in 2003 | Hitnotering: week 15 t/m 21 in 2003 | Hitnotering: week 15 t/m 21 in 2003 |
| Week:                               | 1                                   | 2                                   | 3                                   | 4                                   | 5                                   | 6                                   | 7                                   |                                     |
| ----------------------------------- | ----------------------------------- | ----------------------------------- | ----------------------------------- | ----------------------------------- | ----------------------------------- | ----------------------------------- | ----------------------------------- | ----------------------------------- |
| Positie:                            | 37                                  | 37                                  | 26                                  | 21                                  | 24                                  | 29                                  | 35                                  | uit                                 |

### NederlandseSingle Top 100
| De 3 biggetjes in de Single Top 100 - binnen: 05-04-2003/Laatste notering 19-07-2003 | De 3 biggetjes in de Single Top 100 - binnen: 05-04-2003/Laatste notering 19-07-2003 | De 3 biggetjes in de Single Top 100 - binnen: 05-04-2003/Laatste notering 19-07-2003 | De 3 biggetjes in de Single Top 100 - binnen: 05-04-2003/Laatste notering 19-07-2003 | De 3 biggetjes in de Single Top 100 - binnen: 05-04-2003/Laatste notering 19-07-2003 | De 3 biggetjes in de Single Top 100 - binnen: 05-04-2003/Laatste notering 19-07-2003 | De 3 biggetjes in de Single Top 100 - binnen: 05-04-2003/Laatste notering 19-07-2003 | De 3 biggetjes in de Single Top 100 - binnen: 05-04-2003/Laatste notering 19-07-2003 | De 3 biggetjes in de Single Top 100 - binnen: 05-04-2003/Laatste notering 19-07-2003 | De 3 biggetjes in de Single Top 100 - binnen: 05-04-2003/Laatste notering 19-07-2003 | De 3 biggetjes in de Single Top 100 - binnen: 05-04-2003/Laatste notering 19-07-2003 | De 3 biggetjes in de Single Top 100 - binnen: 05-04-2003/Laatste notering 19-07-2003 | De 3 biggetjes in de Single Top 100 - binnen: 05-04-2003/Laatste notering 19-07-2003 | De 3 biggetjes in de Single Top 100 - binnen: 05-04-2003/Laatste notering 19-07-2003 | De 3 biggetjes in de Single Top 100 - binnen: 05-04-2003/Laatste notering 19-07-2003 | De 3 biggetjes in de Single Top 100 - binnen: 05-04-2003/Laatste notering 19-07-2003 | De 3 biggetjes in de Single Top 100 - binnen: 05-04-2003/Laatste notering 19-07-2003 | De 3 biggetjes in de Single Top 100 - binnen: 05-04-2003/Laatste notering 19-07-2003 |
| Week                                                                                 | 1                                                                                    | 2                                                                                    | 3                                                                                    | 4                                                                                    | 5                                                                                    | 6                                                                                    | 7                                                                                    | 8                                                                                    | 9                                                                                    | 10                                                                                   | 11                                                                                   | 12                                                                                   | 13                                                                                   | 14                                                                                   | 15                                                                                   | 16                                                                                   |                                                                                      |
| ------------------------------------------------------------------------------------ | ------------------------------------------------------------------------------------ | ------------------------------------------------------------------------------------ | ------------------------------------------------------------------------------------ | ------------------------------------------------------------------------------------ | ------------------------------------------------------------------------------------ | ------------------------------------------------------------------------------------ | ------------------------------------------------------------------------------------ | ------------------------------------------------------------------------------------ | ------------------------------------------------------------------------------------ | ------------------------------------------------------------------------------------ | ------------------------------------------------------------------------------------ | ------------------------------------------------------------------------------------ | ------------------------------------------------------------------------------------ | ------------------------------------------------------------------------------------ | ------------------------------------------------------------------------------------ | ------------------------------------------------------------------------------------ | ------------------------------------------------------------------------------------ |
| Nummer                                                                               | 30                                                                                   | 14                                                                                   | 13                                                                                   | 10                                                                                   | 4                                                                                    | 5                                                                                    | 11                                                                                   | 14                                                                                   | 18                                                                                   | 21                                                                                   | 30                                                                                   | 35                                                                                   | 39                                                                                   | 41                                                                                   | 45                                                                                   | 64                                                                                   | uit                                                                                  |

### Vlaamse Ultratop 50
| De 3 biggetjes in de Ultratop 50 - binnen: 22-03-2003/Laatste notering 28-06-2003 | De 3 biggetjes in de Ultratop 50 - binnen: 22-03-2003/Laatste notering 28-06-2003 | De 3 biggetjes in de Ultratop 50 - binnen: 22-03-2003/Laatste notering 28-06-2003 | De 3 biggetjes in de Ultratop 50 - binnen: 22-03-2003/Laatste notering 28-06-2003 | De 3 biggetjes in de Ultratop 50 - binnen: 22-03-2003/Laatste notering 28-06-2003 | De 3 biggetjes in de Ultratop 50 - binnen: 22-03-2003/Laatste notering 28-06-2003 | De 3 biggetjes in de Ultratop 50 - binnen: 22-03-2003/Laatste notering 28-06-2003 | De 3 biggetjes in de Ultratop 50 - binnen: 22-03-2003/Laatste notering 28-06-2003 | De 3 biggetjes in de Ultratop 50 - binnen: 22-03-2003/Laatste notering 28-06-2003 | De 3 biggetjes in de Ultratop 50 - binnen: 22-03-2003/Laatste notering 28-06-2003 | De 3 biggetjes in de Ultratop 50 - binnen: 22-03-2003/Laatste notering 28-06-2003 | De 3 biggetjes in de Ultratop 50 - binnen: 22-03-2003/Laatste notering 28-06-2003 | De 3 biggetjes in de Ultratop 50 - binnen: 22-03-2003/Laatste notering 28-06-2003 | De 3 biggetjes in de Ultratop 50 - binnen: 22-03-2003/Laatste notering 28-06-2003 | De 3 biggetjes in de Ultratop 50 - binnen: 22-03-2003/Laatste notering 28-06-2003 | De 3 biggetjes in de Ultratop 50 - binnen: 22-03-2003/Laatste notering 28-06-2003 | De 3 biggetjes in de Ultratop 50 - binnen: 22-03-2003/Laatste notering 28-06-2003 |
| Week                                                                              | 1                                                                                 | 2                                                                                 | 3                                                                                 | 4                                                                                 | 5                                                                                 | 6                                                                                 | 7                                                                                 | 8                                                                                 | 9                                                                                 | 10                                                                                | 11                                                                                | 12                                                                                | 13                                                                                | 14                                                                                | 15                                                                                |                                                                                   |
| --------------------------------------------------------------------------------- | --------------------------------------------------------------------------------- | --------------------------------------------------------------------------------- | --------------------------------------------------------------------------------- | --------------------------------------------------------------------------------- | --------------------------------------------------------------------------------- | --------------------------------------------------------------------------------- | --------------------------------------------------------------------------------- | --------------------------------------------------------------------------------- | --------------------------------------------------------------------------------- | --------------------------------------------------------------------------------- | --------------------------------------------------------------------------------- | --------------------------------------------------------------------------------- | --------------------------------------------------------------------------------- | --------------------------------------------------------------------------------- | --------------------------------------------------------------------------------- | --------------------------------------------------------------------------------- |
| Nummer                                                                            | 35                                                                                | 11                                                                                | 5                                                                                 | 5                                                                                 | 5                                                                                 | 6                                                                                 | 9                                                                                 | 7                                                                                 | 9                                                                                 | 16                                                                                | 21                                                                                | 29                                                                                | 44                                                                                | 43                                                                                | 48                                                                                | uit                                                                               |